# Louisville Icehawks
Louisville Icehawks byl profesionální americký klub ledního hokeje, který sídlil v Louisvillu ve státě Kentucky. V letech 1990–1994 působil v profesionální soutěži East Coast Hockey League. Icehawks ve své poslední sezóně v ECHL skončily ve čtvrtfinále play-off. Své domácí zápasy odehrával v hale Broadbent Arena s kapacitou 6 600 diváků. Klubové barvy byly černá a červená.
Zanikl v roce 1994 přestěhováním do Jacksonvillu, kde byl založen tým Jacksonville Lizard Kings.

## Přehled ligové účasti
Zdroj: 
- 1990–1994: East Coast Hockey League (Západní divize)